# Église protestante unie de France
L’Église protestante unie de France est la principale Église protestante en France. Elle est issue de l'union en 2013 de l'Église réformée de France et de l'Église évangélique luthérienne de France. Depuis mai 2025, l'Église est présidée par le pasteur Christian Baccuet.

## Origines du nom
L'adjectif « unie » rappelle l'union de deux Églises, comme l'indique également le sous-titre présent sur le logo « communion luthérienne et réformée ». Il est également une référence au mouvement mondial de réunion d’Églises protestantes dans des Églises unies au XXe et XXIe siècles du fait du développement de l’œcuménisme, notamment l'Union des Églises protestantes d'Alsace et de Lorraine (2006), l'Église unie du Canada (1925), Église unie du Christ aux États-Unis (1957), Église unifiée d'Australie (1977), l'Église protestante unie de Belgique (1978), l'Union des Églises protestantes en Allemagne (2003), Église unie de Suède (2011).

## Histoire

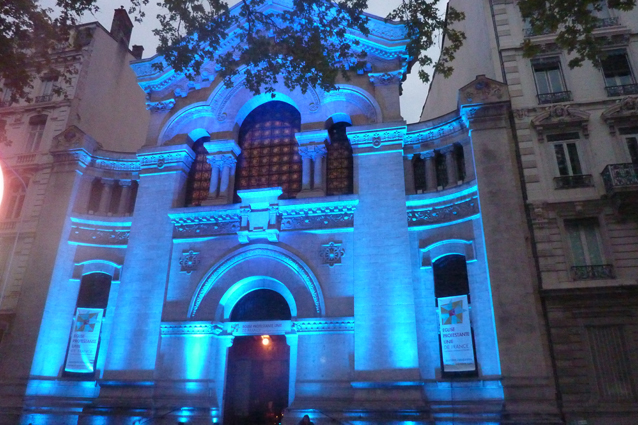
Grand temple de Lyon - 1er synode national de l'EPUdF

Au XVIe siècle, la Réforme protestante apparaît presque simultanément en plusieurs endroits d’Europe. En France, elle procède à la fois d'une source interne humaniste, avec le cénacle de Meaux, et de la diffusion des idées luthériennes depuis l'Allemagne.
Le premier synode de celle qui deviendra l'Église réformée de France, de sensibilité calviniste, et qui rassemblera les principaux courants protestants historiques français, se tient à Paris en 1559. L'Église évangélique luthérienne de France est créée à la suite de l'annexion de l'Alsace-Moselle en 1870, par la réunion des inspections ecclésiastiques de Paris et de Montbéliard.
Le processus d'union entre ces deux courants commence en 2007. En 2013, après l'approbation par les synodes régionaux, et le synode fondateur de Belfort, le 18 mai 2012, l'union des deux obédiences devient effective et donne naissance à l'Église protestante unie de France.
Au synode de Lyon, en 2013, le pasteur Laurent Schlumberger, précédemment président du conseil national de l’Église réformée de France, devient le premier président du conseil national de l’Église protestante unie de France. Toujours au synode de Lyon, à l'occasion de débats récurrents dans la société sur le sujet de la fin de vie et de son accompagnement, le synode publie un texte de réflexions intitulé « À propos de la fin de vie humaine ». Ce texte rappelle la pluralité des voix dans le protestantisme, la diversité des façons de comprendre la dignité humaine, et l'importance d'une médecine qui accompagne. Il évalue les options légales en discussion, et pose la question : « refuser toute disposition légale qui permettrait d’entendre et de répondre à la demande d’assistance médicale pour terminer sa vie, ne serait-ce pas se détourner de notre prochain le plus démuni ? ». Il revendique alors « une législation qui ne devrait pas être trop précise, mais suffisamment contraignante pour éviter les dérives, afin de permettre à chacun d'exercer sa responsabilité en conscience »,.
Au synode de Sète en 2015, il est adopté à 94 voix pour et 3 contre la possibilité, pour les pasteurs qui le souhaitent, de bénir les couples de même sexe (le mariage n'étant pas un sacrement pour les protestants). Cette décision fait l'objet d'une controverse et conduit à la création d'un courant interne opposé à cette possibilité, le courant des « attestants »,. Elle a été débattue au sein de la Fédération protestante.
Le synode de Nancy en 2016 recommande d’utiliser pour la sixième demande du Notre Père la nouvelle traduction « ne nous laisse pas entrer en tentation » adopté par l’Église catholique.
Le synode de Lille en 2017 adopte un texte exprimant la foi de l’Église protestante unie, en complément aux confessions de foi reconnues en son sein par les réformés et les luthériens,. Lors du même synode, la pasteure Emmanuelle Seyboldt est élue au conseil national, qui l'élit ensuite comme présidente.
L'EPUdF compte en 2020 1 000 lieux de culte et 250 000 participants à la vie de l’Église.

## Textes doctrinaux et principes de foi
L'Église protestante unie partage avec la majorité des chrétiens la reconnaissance des grandes confessions de foi des premiers conciles, à savoir le symbole de Nicée-Constantinople, le symbole des apôtres et le symbole d'Athanase (Quicumque),.
Elle reconnaît également les grandes confessions de foi et textes doctrinaux de la Réforme, dans ses courants luthérien et réformé, ces textes faisant cependant référence de façon différente selon ses pasteurs, ses régions et ses Églises locales (ou paroisses) :
- Livres symboliques luthériens : confession d'Augsbourg, apologie de la confession d'Augsbourg, Le Petit Catéchisme et le Grand Catéchisme de Luther, Formule de Concorde[15]
- Confessions de foi réformées : catéchisme de Genève, confession de foi de La Rochelle, catéchisme de Heidelberg, confessions helvétiques postérieures, Canons du synode de Dordrecht

Elle adhère aux grands principes du protestantisme : la Bible seule, la grâce seule, la foi seule, à Dieu seul la gloire, l’Église toujours à réformer, et le sacerdoce universel.
Elle reconnaît également les déclarations de foi et textes d'accord œcuménique adoptés par l'une ou l'autre des Églises fondatrices avant l'union, ou adoptés depuis 2013 : Déclaration de foi de l'Église réformée de France (1938), Concorde de Leuenberg (1973), Déclaration de Belhar (1986), Accords de Reuilly (1999), Confession d'Accra (2004), Déclaration commune sur la doctrine de la justification (1999), Témoignage de Wittenberg (2017).
En 2017, l’Église se dote d'une déclaration de foi.

## Organisation

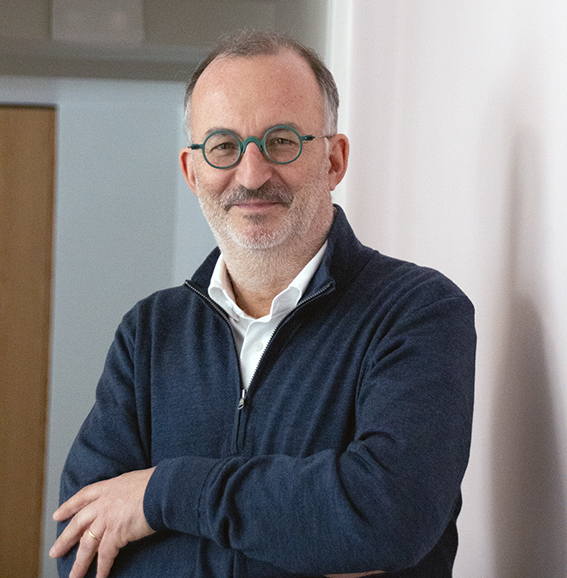
Le pasteur Christian Baccuet, président du Conseil national de l'EPUdF.

L’Église protestante unie de France est gouvernée selon le régime presbytérien-synodal : l'autorité est partagée entre des conseils presbytéraux (sur le plan local) et des assemblées régionales ou nationale annuelles (les synodes).
Chaque paroisse (ou Église locale) a une structure d'association de loi 1905, et lors de son assemblée générale élit pour quatre ans un conseil presbytéral. Chaque conseil presbytéral nomme un délégué au synode régional, en plus du pasteur qui est délégué de droit.
Le synode régional ainsi composé élit un conseil régional, dont le président doit être un pasteur. Il élit également pour 4 ans des délégués au synode national, qui élit lui-même le conseil national,.

## Pasteurs et ministres
L'Église protestante unie reconnaît en son sein des « ministres », qui sont soit des pasteurs engagés généralement auprès d'une paroisse (ou Eglise locale), soit des ministres spécialisés : aumôniers, animateurs bibliques, animateurs de jeunesse, informateurs régionaux, évangélistes, animateurs de centres, enseignants en théologie, formateurs en catéchèse, animateurs universitaires.

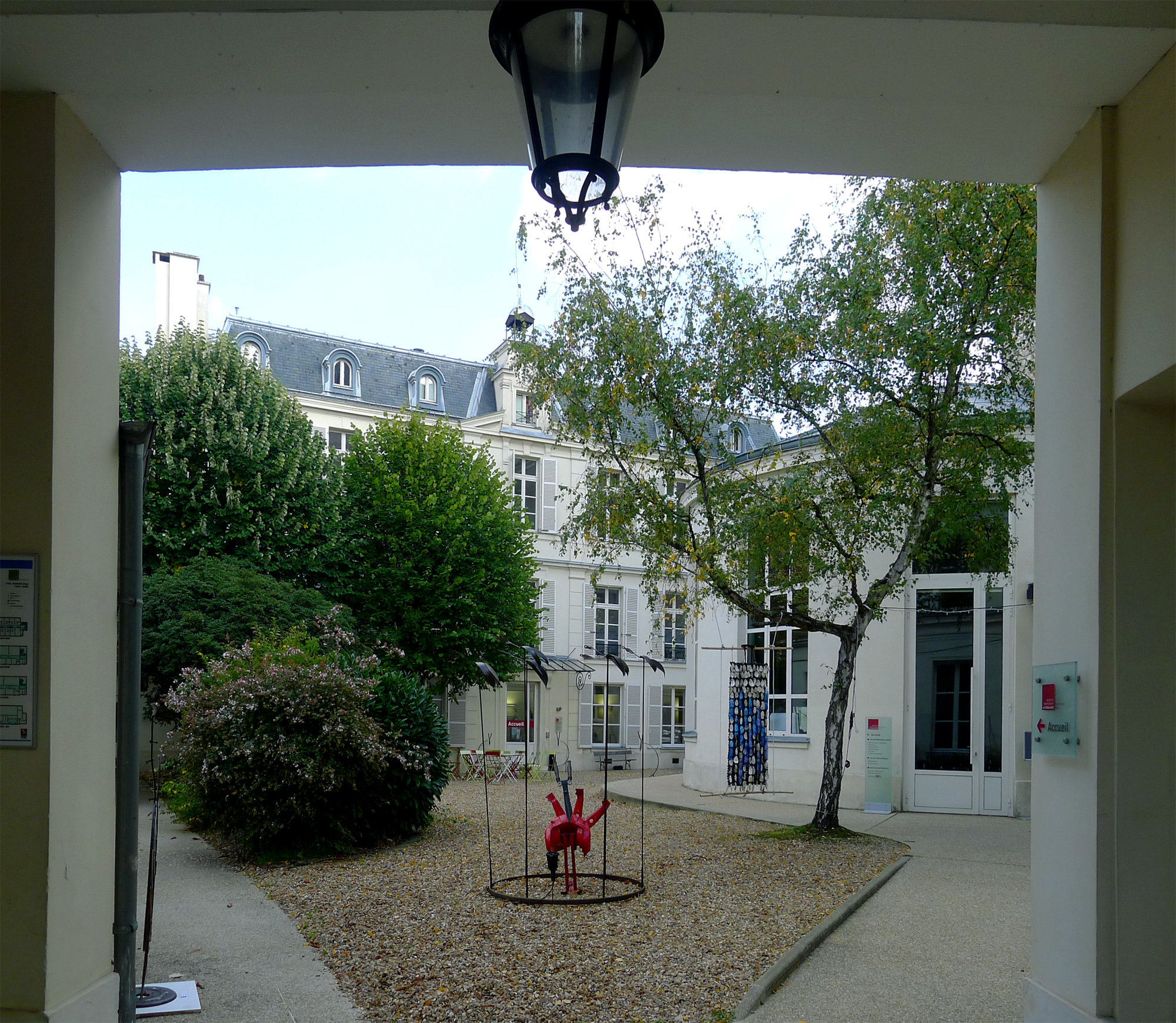
Institut protestant de théologie - faculté de Paris.

Les ministres doivent être titulaires d'un master en théologie dispensé par l'Institut protestant de théologie (faculté de Paris ou de Montpellier), ou d'un diplôme théologique équivalent. Leur candidature doit être approuvée par la commission des ministères de l’Église protestante unie, au terme de deux années probatoires en situation de responsabilité : le proposanat.
La nomination d'un ministre à un poste doit obtenir l'accord conjoint du ministre et du conseil presbytéral (ou du conseil accompagnant le poste dans le cas d'un ministère spécialisé), et doit être confirmée par le conseil national et ratifiée par le synode national. La démarche de nomination se fait normalement avec la médiation des présidents de conseils régionaux et du secrétaire général. Les ministres ne sont pas tenus à demeurer dans une même région : il n'y a pas d'incardination.
Une évaluation du ministère a lieu tous les six ans, et peut donner lieu à la prolongation d'un nouveau mandat de six ans non renouvelable.